# Thestor dukei
Thestor dukei är en fjärilsart som beskrevs av Van Son 1951. Thestor dukei ingår i släktet Thestor och familjen juvelvingar. Inga underarter finns listade i Catalogue of Life.